# Боржоми
Боржоми (на грузински: ბორჯომი, [bɔrdʒɔmi], Борджоми; грузинска система за романизация: borjomi) е град, балнеокурорт в област Самцхе-Джавахети в Южна Грузия и минералната вода от този град.

## География
Намира се в близост до най-голямата защитена природна зона в Грузия – национален парк „Боржоми-Харагаули“. Разположен е на река Кура на 820 m надморска височина. Население – 10 546 жители (2014).

## История
През 1864 г. Боржоми става лятна резиденция на Михаил Николаевич, генерал-губернаторът на Кавказ. Курортът е бил предпочитано място от богати азърбайджанци и руснаци, повечето от които са имали и вили на същото място. Тези вили изчезват след края на СССР. Сред известните посетители и почитатели на курорта са били Пьотр Илич Чайковски и Лев Толстой.
През април 2005 г. поради продължителни дъждове се активизира свлачище, което разрушава много постройки.
Боржоми, заедно с гр. Бакуриани, е кандидат за домакин на зимните олимпийски игри през 2014 г., но е отхвърлен от Международния олимпийски комитет през 2006 г.

## Курорт
Курортът е известен с лечебната хидрокарбонатно-натриева, естествено газирана минерална вода, която извира там. Тя се използва за профилактика на заболявания на стомашно-чревния тракт, черния дроб, панкреаса и при нарушен метаболизъм. Съдържа и малки количества флуор. Водата се ползва и като трапезна.
Боржоми е предпочитано място за почивка за хора със здравословни проблеми. Минералната вода от Боржоми е особено известна в страните, които са били в състава на СССР.
В курорта от 1854 г. минералната вода се бутилира и изнася за Руската империя (и наследилите я държави), страните от Източна Европа и САЩ. Износът на минералната вода представлява 10% от всички продукти, които Грузия изнася за чужбина. Единствен производител на минералната вода „Боржоми“ е дъщерната компания Georgian Glass & Mineral Water Co, принадлежаща на руската структура Алфа Груп.

## Побратимени градове
- Филипи (Philippi), САЩ